# Julióbriga
Julióbriga foi o mais importante centro urbano do Império Romano na Cantábria, no norte da Espanha. A localidade foi reconhecida como importante por vários autores latinos, incluindo Plínio, o Velho.
O local tem sido tradicionalmente identificado como as ruínas na aldeia de Retortillo do município de Campoo de Enmedio.

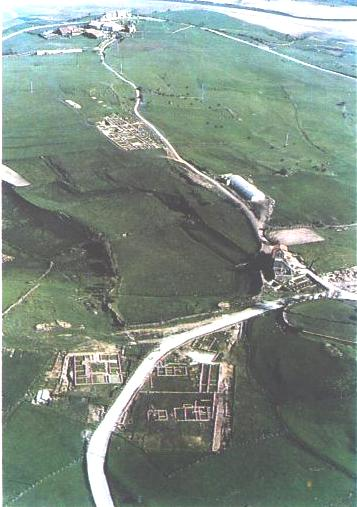
Vista aérea do sítio arqueológico de Julióbriga

Sua fundação, durante as Guerras Cantábricas (29–19 a.C.) foi um poderoso símbolo do domínio romano sobre as tribos da Cantábria. A cidade foi batizada em homenagem ao imperador Augusto (r. 27 a.C.–14 d.C.) e seu nome vem do nome da  família (gens) Júlia e do elemento toponímico "-briga", de origem celta, cujo significado comum era Ibéria.
Devido à sua localização estratégica no  vale do Besaya, dali era possível controlar o comércio entre o rio Douro e o golfo da Biscaia. A cidade cresceu lentamente, alcançando seu apogeu entre o final do século I e final do século II d.C., tendo sido completamente abandonada durante o século III.